# HD 41933
HD 41933，又名BD-21 1353，SAO 171251、HR 2166，是一颗恒星，视星等为5.78，位于銀經228.22，銀緯-19.19，其B1900.0坐标为赤經6h 2m 43.6s，赤緯-21° -19.19′ 2″。